# Franco e Ciccio sul sentiero di guerra
Franco e Ciccio sul sentiero di guerra è un film del 1970 diretto da Aldo Grimaldi.

## Trama
Franco Lo Cascio e Ciccio Spampinato militano nell'esercito borbonico e quando arrivano i garibaldini sono costretti a fuggire dalla Sicilia. I due soldati si nascondono in una cassa giacente presso una ditta di esportazioni, la cassa viene spedita e i due si ritrovano in America, nel selvaggio West. L'esercito americano li arruola a loro insaputa per combattere contro gli indiani, la guerra si rivela vittoriosa. Però i due vengono scoperti dai superiori e per sfuggire alle loro punizioni fuggono nel deserto, dove vengono rapiti dai pellerossa.